# Vertrag von Radnot
Der Vertrag von Radnot wurde 1656 als Bündnis verschiedener Parteien während des Zweiten Nordischen Kriegs gegen den polnisch-litauischen König Johann II. Kasimir auf der Burg in Radnot geschlossen.

## Vorgeschichte
Polen-Litauen befand sich seit 1648 im Krieg gegen aufständische Kosaken unter Bohdan Chmelnyzkyj und seit 1655 im Krieg gegen Schweden. Dem Bündnis gegen das Haus Wasa in Polen sollten Brandenburg, Siebenbürgen sowie die Radziwiłł in Litauen beitreten.

## Beschlüsse
Es wurde die Aufteilung Polen-Litauens beschlossen.  Bohdan Chmelnyzkyj sollte große Teile der Ukraine bekommen. Karl X. Gustav von Schweden wollte Königlich Preußen, Kujawien, das nördliche Masowien, Samogitien, Kurland und Livland erhalten. Bogusław Radziwiłł sollte die Woiwodschaft Nowogródek bekommen. Großpolen sollte an Friedrich Wilhelm gehen. Georg II. Rákóczi sollte Kleinpolen bekommen. 

## Nachgang
Georg II. Rákóczi fiel Anfang 1657 in Polen-Litauen ein, sein Feldzug misslang jedoch und er musste sich zurückziehen. Brandenburg hielt sich mit Feindseligkeiten gegenüber Polen-Litauen zurück. Chmelnyzkyj starb kurz darauf, die Radziwiłł wechselten die Seiten und Schweden musste sich 1660 aus Polen-Litauen zurückziehen. Johann II. Kasimir konnte bis 1660 die Unterzeichner des Vertrags zurückschlagen. Im 18. Jahrhundert kam es zu drei Teilungen Polen-Litauens.